# Joyce Carol Oates
Joyce Carol Oates, também conhecida pelo acrônimo "JCO" (Lockport, 16 de junho de 1938), é uma proeminente escritora norte-americana.
Agraciada com os prêmios norte-americanos National Book Award e o The Pen/Malamud Award for Excelllence in Shoort Fiction, é membro da Academia Americana de Artes e Letras e titular de cátedra na Universidade de Princeton, Nova Jersey, onde leciona desde 1978.
É tida por vezes como uma das personalidades favoritas ao prêmio Nobel da Literatura, surgindo em diversas listas de finalistas veiculadas pela imprensa.

## Biografia
Joyce nasceu na cidade de Lockport, no estado de Nova Iorque, em 1938. Era a mais velha entre os três filhos de Carolina Bush, dona de casa de família húngara, e Frederic James Oates, fabricante de ferragens. Cresceu na fazenda da família, longe da agitação da cidade.
Seu irmão Fred Jr. nasceu em 1943, e sua irmã Lynn Ann, com autismo severo, nasceu em 1956. Sua avó materna, Blanche, morava com a família, de quem Joyce era muito próxima. Após a morte da avó, Joyce soube que seu bisavô cometeu suicídio e que ela tinha ocultado sua ascendência judia. A inspiração na vida da avó criou o livro The Gravedigger's Daughter (2007).
Seu interesse pela literatura começou cedo. Lembra-se que um de seus primeiros livros foi um presente da avó Blanche, Alice no País das Maravilhas, obra que inspiraria sua carreira. Na adolescência, devorou as obras de Charlotte Brontë, Emily Brontë, Fyodor Dostoevsky, William Faulkner, Ernest Hemingway e Henry David Thoreau, também grandes influências na escrita. Joyce começou a escrever aos 14 anos, quando sua avó lhe presenteou com uma máquina de escrever.
Começou a estudar o ensino médio nos melhores estabelecimentos do centro da cidade e, em 1956, participou da fabricação do jornal da escola. Joyce foi a primeira pessoa da família a concluir o ensino médio e, depois, entrar na universidade.

## Carreira
Joyce ingressou na Universidade de Syracuse, onde se formou em Literatura Inglesa em 1960. Publicou o seu primeiro livro em 1963 e desde então mais de quarenta livros, entre eles novelas e peças de teatro, e muitos volumes de pequenos contos, poesia e ensaio não ficcional. Foi muito premiada pela sua escrita, tendo vencido o National Book Award, pela sua novela them (1969), dois prémios O. Henry, e uma National Humanities Medal. As suas obras de ficção Black Water (1992), What I Lived For (1994), e Blonde (2000) foram nomeadas para o Prémio Pulitzer.
Joyce é professora na Universidade de Princeton desde 1978 e é a docente número 52 da cátedra Roger S. Berlind em Ciências Humanas, no programa de escrita criativa.

## Publicações

### Romances
- With Shuddering Fall (1964)
- A Garden of Earthly Delights (1967)
- Expensive People (1968)
- them (1969)
- Wonderland (1971)
- Do with Me What You Will (1973)
- The Assassins: A Book of Hours (1975)
- Childwold (1976)
- Son of the Morning (1978)
- Cybele' (1979)
- Unholy Loves (1979)
- Bellefleur (1980)
- Angel of Light (1981)
- A Bloodsmoor Romance (1982)
- Mysteries of Winterthurn (1984)
- Solstice (1985)
- Marya: A Life (1986)
- You Must Remember This (1987)
- American Appetites (1989)
- Because It Is Bitter, and Because It Is My Heart (1990)
- Foxfire: Confessions of a Girl Gang (1993)
- What I Lived For (1994)
- Zombie (1995)
- We Were the Mulvaneys (1996)
- Man Crazy (1997)
- My Heart Laid Bare (1998)
- Broke Heart Blues (1999)
- Blonde (2000)
- Middle Age: A Romance (2001)
- I'll Take You There (2002)
- The Tattooed Girl (2003)
- The Falls (2004)
- Missing Mom (2005)
- Black Girl / White Girl (2006)
- The Gravedigger's Daughter (2007)
- My Sister, My Love (2008)
- Little Bird of Heaven (2009)
- A Fair Maiden (2010)
- A história de uma Viúva (2013)
- Mulher de Barro (2015)